# Morón de la Frontera
Morón de la Frontera – hiszpańskie miasto położone w prowincji Sewilla, regionie Andaluzja, 63 km na południowy wschód od Sewilli. Znane jest głównie z amerykańskiej bazy sił powietrznych. Miasto liczy około 28 tys. mieszkańców (2007). Klimat Morón de la Frontera jest podobny do reszty prowincji Sewilla, która jest podobna do innych subtropikalnych regionów śródziemnomorskich.

## Ludzie związani z miastem
- Fernando Villalón, poeta
- Diego del Gastor, gitarzysta
- Ramón Castellano de Torres, historyk i malarz
- Juan Antonio Carrillo Salcedo, prawnik

## Zabytki

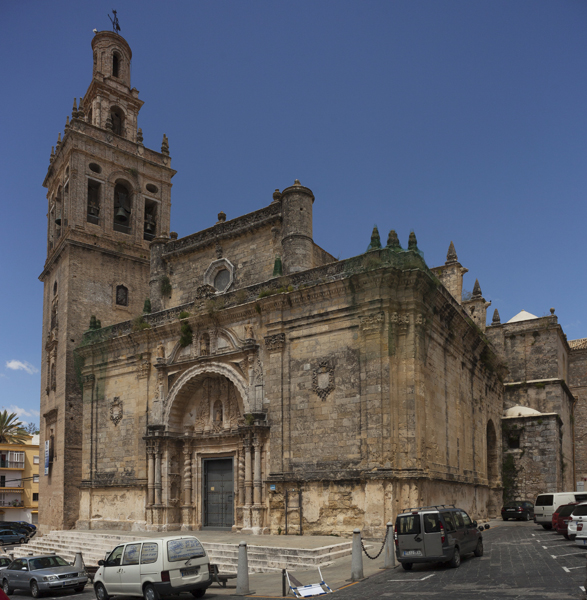
Kościół San Miguel

Najciekawsze zabytki to ruiny zamku Maurów oraz kościół San Miguel.

## Miasta partnerskie
- Abanilla, Hiszpania
- Dos Torres, Hiszpania
- Morón, Kuba
- La Romana, Dominikana
- Strabane, Wielka Brytania